# Отеро (окръг, Ню Мексико)
Вижте пояснителната страница за други значения на Отеро.
Окръг Отеро (на английски: Otero County) е окръг в щата Ню Мексико, Съединени американски щати. Площта му е 17 164 km², а населението – 65 817 души (2017). Административен център е град Аламогордо.